# Тимофеев, Виктор Леонтьевич
Виктор Леонтьевич Тимофеев (17 мая 1940, Харьковская область — 12 июня 2015) — советский и российский мурманский поэт, писатель и общественный деятель, журналист, сценарист, штурман «Мурмансельди». Заслуженный работник культуры РФ (1999), почётный гражданин Мурманска (2006). Член Союза писателей (с 1977), Союза журналистов (с 1972). Автор книг, переведённых на языки народов СССР. На его стихи мурманскими композиторами написано около 50 песен («Варзуга», «Мачтовый город», «Рябиновый Мурманск»).

## Биография
Родился в Харьковской области. Окончил Мурманское мореходное училище (1960), книгоиздательский факультет Московского государственного полиграфического института (1968), Ленинградскую высшую партийную школу при ЦК КПСС (1974). Работал штурманом на судах управления «Мурмансельдь», журналистом газеты «Комсомолец Заполярья», радиостанции «Атлантика», Мурманской студии телевидения. 
Похоронен на Новом мурманском кладбище (правая сторона, у подножия лестницы).
В октябре 2018 года в Мурманске в память о нём была открыта мемориальная доска.
Тимофеев — автор идеи создания памятника «Ждущая» в Мурманске.

## Избранные труды
- «Площадь Пяти Углов» (1967)
- «Роза тревог» (1970)
- «Ветка молнии» (1979)
- «Разведка любовью» (1983)
- «Ночной вагон» (1988)
- «Земля!!!» (1983)
- «Гей, славяне!» (2000)
- «Мой мачтовый город» (2001)
- «Думай, Русский Медведь» (2001)
- «Мурманский роман» (2008)
- «Моя Арктида» (2009)
- «Избранное» (2010)

## Награды
- Международная литературная премия «Полярная звезда»
- губернаторские грамоты
- многократный лауреат литературного конкурса им. А. Подстаницкого (в 1975, 1976, 1981, 1984 годах)

## Память
В феврале 2018 года в Мурманск был доставлен из Смоленска бюст В. Л. Тимофеева, который планируется установить в городе.